# 박건락
박건락(1979년 10월 16일 ~ )은 대한민국의 배우이다.

## 학력
- 동아방송예술대학 연극영화과

## 출연작

### 영화
- 《다물군》 (2004년) - 의천 역
- 《The Bullets》 (2007년)
- 《그림자 살인》 (2009년) - 의생 역
- 《위대한 보통 사람들》 (2010년)
- 《불륜의 시대》 (2013년) - 처남 역
- 《사이코메트리》 (2013년) - 형사 3 역
- 《개똥이》 (2013년) - 희산 역
- 《무게》 (2013년) - 형사 2 역
- 《방황하는 칼날》 (2014년) - 상현 직장 동료 2 역
- 《나생관》 (2014년)
- 《성난 화가》 (2015년) - 직장동료 3 역
- 《권법형사: 차이나타운》 (2015년) - 안내인 역
- 《히야》 (2016년) - 부동산업자 역
- 《골든 슬럼버》 (2018년) - 이혼남 역
- 《숲속의 부부》 (2018년) - 젊은 노동자 역
- 《퍼펙트맨》 (2019년) - 철승 측 임원 1 역
- 《어제 일은 모두 괜찮아》 (2019년) - 용주 부 역
- 《얼굴없는 보스》 (2019년) - 오션 룸싸롱 형사 1 역
- 《검객》 (2020년) - 방울장수 역

### 드라마 & 시트콤
- 《일지매》 (2008년, SBS)
- 《당돌한 여자》 (2010년, SBS)
- 《자이언트》 (2010년, SBS)
- 《별순검 시즌 3》 (2010년, MBC드라마넷)
- 《웃어요, 엄마》 (2010년, SBS)
- 《아테나: 전쟁의 여신》 (2010년, SBS)
- 《장미의 전쟁》 (2011년, SBS)
- 《짝패》 (2011년, MBC)
- 《마이더스》 (2011년, SBS)
- 《내사랑 내곁에》 (2011년, SBS)
- 《시티헌터》 (2011년, SBS)
- 《신의 퀴즈 2》 (2011년, OCN)
- 《무사 백동수》 (2011년, SBS)
- 《소녀 K》 (2011년, 채널CGV)
- 《폼나게 살거야》 (2011년, SBS)
- 《하이킥! 짧은 다리의 역습》 (2011년, MBC)
- 《뱀파이어 검사》 (2011년, OCN)
- 《위험한 여자》 (2011년, MBC)
- 《심야병원》 (2011년, MBC)
- 《태양의 신부》 (2011년, SBS)
- 《청담동 살아요》 (2011년, JTBC)
- 《샐러리맨 초한지》 (2012년, SBS)
- 《부탁해요 캡틴》 (2012년, SBS)
- 《난폭한 로맨스》 (2012년, KBS2)
- 《프로포즈 대작전》 (2012년, TV조선)
- 《무신》 (2012년, MBC)
- 《노란 복수초》 (2012년, tvN)
- 《바보엄마》 (2012년, SBS)
- 《더킹2Hearts》 (2012년, MBC)
- 《그대를 사랑합니다》 (2012년, SBS 플러스)
- 《인현왕후의 남자》 (2012년, tvN) - 옥리 역
- 《러브 어게인》 (2012년, JTBC)
- 《닥터 진》 (2012년, MBC)
- 《추적자 THE CHASER》 (2012년, SBS) - 형사 역
- 《유령》 (2012년, SBS) - 경찰 역
- 《유리가면》 (2012년, tvN) - 서정팔 역
- 《백년의 유산》 (2013년, MBC) - 형사 역
- 《후아유》 (2013년, tvN) - 이영걸의 친구 역
- 《그녀의 신화》 (2013년, JTBC) - 사채업자 역
- 《투윅스》 (2013년, MBC) - 츄리닝 역
- 《별에서 온 그대》 (2013년~2014년, SBS) - 과거 도민준의 정체를 알게 되는 10년지기 벗 역
- 《너희들은 포위됐다》 (2014년, SBS) - 김 형사 역
- 《조선 총잡이》 (2014년, KBS2)
- 《가족끼리 왜 이래》 (2014년~2015년, KBS2) - 사채업자 역
- 《아이언맨》 (2014년, KBS2)
- 《천국의 눈물》 (2014년, MBN)
- 《전설의 마녀》 (2014년~2015년, MBC) - 형사 역
- 《오만과 편견》 (2014년, MBC) - 만식 역
- 《발레리노》 (2014년, MBC 드라마넷)
- 《킬미힐미》 (2015년, MBC) - 위치추적하는 남자 역
- 《실종느와르 M》 (2015년, OCN) - 신부 역
- 《여자를 울려》 (2015년, MBC)
- 《너를 기억해》 (2015년, KBS2) - 교도관 역
- 《라스트》 (2015년, JTBC)
- 《치즈인더트랩》 (2016년, tvN)
- 《태양의 후예》 (2016년, KBS2)
- 《뱀파이어 탐정》 (2016년, OCN)
- 《몬스터》 (2016년, MBC)
- 《옥중화》 (2016년, MBC)
- 《싸우자 귀신아》 (2016년, tvN)
- 《W》 (2016년, MBC)
- 《불어라 미풍아》 (2016년, MBC)
- 《월계수 양복점 신사들》 (2016년, KBS2)
- 《THE K2》 (2016년, tvN) - 검사 역
- 《역도요정 김복주》 (2016년, MBC)
- 《KBS 드라마 스페셜 - 피노키오의 코》 (2016년, KBS2)
- 《황금주머니》 (2016년, MBC)
- 《역적 : 백성을 훔친 도적》 (2017년, MBC)
- 《피고인》 (2017년, SBS)
- 《돌아온 복단지》 (2017년, MBC)
- 《비밀의 숲》 (2017년, tvN)
- 《부암동 복수자들》 (2017년, tvN)
- 《슬기로운 감빵생활》 (2017년, tvN)
- 《드라마 스테이지 - 소풍 가는 날》 (2017년, tvN)
- 《크로스》 (2018년, tvN)
- 《미스티》 (2018년, JTBC)
- 《라이브》 (2018년, tvN)
- 《착한마녀전》 (2018년, SBS)
- 《이리와 안아줘》 (2018년, MBC)
- 《검법남녀》 (2018년, MBC) - 차 실장 역
- 《내 뒤에 테리우스》 (2018년, MBC) - 박도훈 역
- 《붉은 달 푸른 해》 (2018년, MBC) - 변호사 역
- 《끝까지 사랑》 (2018년, KBS2)
- 《동네변호사 조들호 2: 죄와 벌》 (2019년, KBS2)
- 《하나뿐인 내편》 (2019년, KBS2)
- 《비켜라 운명아》 (2018년 ~ 2019년, KBS1)
- 《더 뱅커》 (2019년, MBC)
- 《으라차차 와이키키 2》 (2019년, JTBC)
- 《보이스 3》 (2019년, OCN)
- 《검법남녀 2》 (2019년, MBC) - 차우석 역
- 《미스터 기간제》 (2019년, OCN) - 오기환 역
- 《너의 노래를 들려줘》 (2019년, KBS2) - 경찰 역
- 《두 번은 없다》 (2019년 ~ 2020년, MBC) - 손병기 역
- 《펜트하우스 3》 (2021년, SBS) - 김소연 측 변호인 역
- 《우아한 제국》 (2023년 ~ 2024년, KBS2) - 유진혁 검사 역